# Reilhac, Cantal
Reilhac är en kommun i departementet Cantal i regionen Auvergne-Rhône-Alpes i mitten av Frankrike. Kommunen ligger  i kantonen Jussac som ligger i arrondissementet Aurillac. År 2022 hade Reilhac 1 094 invånare.

## Befolkningsutveckling
Antalet invånare i kommunen Reilhac
Referens:INSEE